# Cúp bóng đá Ukraina 2014–15
Cúp bóng đá Ukraina 2014–15 là mùa giải thứ 24 của giải đấu bóng đá loại trực tiếp hàng năm ở Ukraina.
Quyết định lịch thi đấu cho các đội bóng từ Giải hạng nhất và hạng nhì được thông qua ngày 23 tháng 7 năm 2014 tại một phiên họp Hội đồng Trung ương của Liên đoàn bóng đá chuyên nghiệp Ukraina.

## Phân bổ đội bóng
Có 39 đội bóng tham dự Cúp bóng đá Ukraina. Có nhiều sự thay đổi được áp dụng trong giải đấu lần này.
Trước lễ bốc thăm mỗi vòng, kể từ vòng đấu chính (Vòng 32 đội), các hạt giống sẽ được giới thiệu dựa trên thứ hạng ở các giải đấu tương ứng của đội bóng. Vòng 16 đội, tứ kết và bán kết sẽ thi đấu hai lượt đi và về.

### Phân phối
| Vòng sơ loại (14 đội)   | Vòng sơ loại (14 đội)   | - 4 đội từ Giải hạng nhất - 8 đội từ Giải hạng nhì - 2 đội từ Cúp nghiệp dư |                               |
| Vòng đấu chính (32 đội) | Vòng đấu chính (32 đội) | - 14 đội từ Giải vô địch quốc gia - 11 đội từ Giải hạng nhất                | - 7 đội thắng từ Vòng sơ loại |

### Ngày thi đấu và bốc thăm
| Giai đoạn      | Vòng đấu     | Ngày bốc thăm        | Ngày thi đấu                  |
| -------------- | ------------ | -------------------- | ----------------------------- |
| Vòng loại      | Vòng sơ loại | 24 tháng 7 năm 2014  | 6 tháng 8 năm 2014            |
| Vòng đấu chính | Vòng 32 đội  | 13 tháng 8 năm 2014  | 23 tháng 8 năm 2014           |
| Vòng đấu chính | Vòng 16 đội  | 26 tháng 8 năm 2014  | Lượt đi: 27 tháng 9 năm 2014  |
| Vòng đấu chính | Vòng 16 đội  | 26 tháng 8 năm 2014  | Lượt về: 29 tháng 10 năm 2014 |
| Vòng đấu chính | Tứ kết       | 31 tháng 10 năm 2014 | Lượt đi: 3 tháng 12 năm 2014  |
| Vòng đấu chính | Tứ kết       | 31 tháng 10 năm 2014 | Lượt về: 8 tháng 4 năm 2015   |
| Vòng đấu chính | Bán kết      | TBD                  | Lượt đi: 29 tháng 4 năm 2015  |
| Vòng đấu chính | Bán kết      | TBD                  | Lượt về: 20 tháng 5 năm 2015  |
| Vòng đấu chính | Chung kết    | 30 tháng 5 năm 2015  | 30 tháng 5 năm 2015           |

## Lịch thi đấu

### Vòng sơ loại (1/64)
Ở vòng này có sự tham gia của 4 đội từ Giải hạng nhất, 8 đội từ Giải hạng nhì và các đội vào chung kết của Cúp bóng đá nghiệp dư Ukraina. Các trận đấu diễn ra vào ngày 6 tháng 8 năm 2014.
| Yednist Plysky (AM)                   | 0 – 1          | (1L) FC Ternopil             |  |
| Arsenal-Kyivshchyna Bila Tserkva (2L) | 3 – 4 (s.h.p.) | (2L) Real Pharma Ovidiopol   |  |
| Chaika Kyiv-Sviatoshyn Raion (AM)     | 3 – 0(2)       | (2L) Enerhiya Nova Kakhovka  |  |
| Kremin Kremenchuk (2L)                | 2 – 0          | (1L) Hirnyk-Sport Komsomolsk |  |
| Cherkaskyi Dnipro (2L)                | 1 – 0          | (2L) Skala Stryi             |  |
| Obolon-Brovar Kyiv (2L)               | 3 – 1          | (1L) Hirnyk Kryvyi Rih       |  |
| Krystal Kherson (2L)                  | 2 – 4(3)       | (1L) Stal Dniprodzerzhynsk   |  |

Ghi chú:
^(1)  Makiyivvuhillya Makiyivka không tham dự giải vì không đủ kinh phí để di chuyển ngoài vùng nơi xảy ra chiến tranh ở Donetsk.
^(2)  Trận đấu diễn ra trên sân Stadium of the National University of State Taxation Service of Ukraine ở Irpin.
^(3)  Trận đấu diễn ra vào ngày 7 tháng 8 năm 2014.

### Vòng 32 đội
Ở vòng này tất cả 14 đội từ Giải bóng đá vô địch quốc gia Ukraina 2014–15, 11 đội từ Giải bóng đá hạng nhất quốc gia Ukraina 2014–15 (ngoại trừ Dynamo-2 Kyiv) và 7 đội thắng từ Vòng sơ loại gồm cả bốn đội từ Giải bóng đá hạng nhì quốc gia Ukraina 2014–15 và các đội vào chung kết Cúp bóng đá nghiệp dư Ukraina mùa trước. Lễ bốc thăm diễn ra vào ngày 13 tháng 8 năm 2014 tại House of Football ở Kiev. Các trận đấu diễn ra vào ngày 23 tháng 8 năm 2014.
| 22 tháng 8 năm 2014(4) | FC Ternopil (1L) | 1 – 1 (s.h.p.) (3–4 p) | (1L) FC Oleksandriya | City Stadium, Ternopil                                   |  |
| 18:30                  | Bohdanov 2'      | Chi tiết               | Chepurnenko 10'      | Lượng khán giả: 7,000 Trọng tài: D.Shurman (Kiev region) |  |

| 23 tháng 8 năm 2014 | MFC Mykolaiv (1L) | 0 – 1    | (PL) Illichivets Mariupol | Tsentralnyi Stadion, Mykolaiv                       |  |
| 16:00               |                   | Chi tiết | Yavorsky 77'              | Lượng khán giả: 2,000 Trọng tài: V.Bondar (Kharkiv) |  |

| 23 tháng 8 năm 2014 | FC Poltava (1L)                         | 2 – 1    | (PL) Metalurh Donetsk | Lokomotov Stadium, Poltava                        |  |
| 16:30               | Korkishko 30' (ph.đ.) · Nasibulin 90+1' | Chi tiết | Akymenko 40'          | Lượng khán giả: 2,000 Trọng tài: O.Pavlyuk (Kiev) |  |

| 23 tháng 8 năm 2014 | Bukovyna Chernivtsi (1L) | 0 – 4    | (PL) Chornomorets Odesa                        | Bukovyna Stadium, Chernivtsi                         |  |
| 17:00               |                          | Chi tiết | Arzhanov 4' · Didenko 17' · Nazarenko 29', 49' | Lượng khán giả: 4,900 Trọng tài: I.Paskhal (Kherson) |  |

| 23 tháng 8 năm 2014 | Desna Chernihiv (1L) | 0 – 1    | (PL) Dnipro Dnipropetrovsk | Yuri Gagarin Stadium, Chernihiv                         |  |
| 17:00               |                      | Chi tiết | Cheberyachko 36'           | Lượng khán giả: 7,100 Trọng tài: A.Yablonsky (Ternopil) |  |

| 23 tháng 8 năm 2014 | Nyva Ternopil (1L) | 1 – 5    | (PL) Vorskla Poltava                                              | City Stadium, Ternopil                                  |  |
| 17:00               | Semenyuk 2'        | Chi tiết | Chesnakov 9' · Tkachuk 25' · Yanuzi 43' · Kovpak 57' · Hromov 81' | Lượng khán giả: 2,500 Trọng tài: M.Mytrovsky (Uzhhorod) |  |

| 23 tháng 8 năm 2014 | Chaika Kyiv-Sviatoshyn Raion (AM) | 0 – 4    | (PL) Karpaty Lviv                                          | National University of State Taxation Service of Ukraine Stadium(5), Irpin |  |
| 17:00               |                                   | Chi tiết | Holodyuk 10' · Ksyonz 25' · Serhiychuk 32' · Kostevych 48' | Lượng khán giả: 1,000 Trọng tài: V.Milanych (Mykolaiv)                     |  |

| 23 tháng 8 năm 2014 | Real Pharma Ovidiopol (2L) | 0 – 1    | (PL) Olimpik Donetsk | Ivan Stadium, Odessa                                   |  |
| 17:30               |                            | Chi tiết | Lysenko 31'          | Lượng khán giả: 850 Trọng tài: M.Balakin (Kiev region) |  |

| 23 tháng 8 năm 2014 | Naftovyk-Ukrnafta Okhtyrka (1L) | 0 – 1    | (PL) Volyn Lutsk | Naftovyk Stadium, Okhtyrka                           |  |
| 18:00               |                                 | Chi tiết | Bicfalvi 3'      | Lượng khán giả: 2,500 Trọng tài: A.Kuzmin (Mykolaiv) |  |

| 23 tháng 8 năm 2014 | Helios Kharkiv (1L) | 0 – 1    | (PL) Metalurh Zaporizhya | Sonyachny Training Center, Kharkiv                    |  |
| 18:00               |                     | Chi tiết | Yusov 62'                | Lượng khán giả: 1,000 Trọng tài: V.Novokhatniy (Kyiv) |  |

| 23 tháng 8 năm 2014 | Zirka Kirovohrad (1L) | 1 – 3    | (PL) Dynamo Kyiv                             | Zirka Stadium, Kirovohrad                         |  |
| 18:00               | Batsula 90+1'         | Chi tiết | Kravets 2' · Kalytvyntsev 12' · Dragovic 66' | Lượng khán giả: 12,890 Trọng tài: Y.Hrysyo (Lviv) |  |

| 23 tháng 8 năm 2014 | Cherkaskyi Dnipro (2L) | 1 – 2    | (PL) Hoverla Uzhhorod           | Tsentralnyi Stadion, Cherkasy                          |  |
| 19:00               | Bessalov 14'           | Chi tiết | Kuznetsov 45+3' · Shatskikh 68' | Lượng khán giả: 4,200 Trọng tài: A.Kutakov (Vinnytsia) |  |

| 23 tháng 8 năm 2014 | Obolon-Brovar Kyiv (2L) | 0 – 1    | (PL) Shakhtar Donetsk | Obolon Arena, Kiev                                     |  |
| 19:30               |                         | Chi tiết | Adriano 90+2' (ph.đ.) | Lượng khán giả: 4,500 Trọng tài: A.Lisakovsky (Odessa) |  |

| 24 tháng 8 năm 2014(6) | Kremin Kremenchuk (2L) | 0 – 2    | (PL) Zorya Luhansk         | FC Kremin Stadium, Kremenchuk                       |  |
| 17:00                  |                        | Chi tiết | Boroday 41' · Lipartia 47' | Lượng khán giả: 1,700 Trọng tài: D.Zhukov (Donetsk) |  |

| 24 tháng 8 năm 2014(7) | FC Sumy (1L) | 0 – 1 (s.h.p.) | (PL) Metalist Kharkiv | Yuvileiny Stadium, Sumy                          |  |
| 19:30                  |              | Chi tiết       | Kulakov 108'          | Lượng khán giả: 7,200 Trọng tài: A.Hrysyo (Lviv) |  |

|  | Stal Alchevsk (1L) | w/o(8) | (1L) Stal Dniprodzerzhynsk |                |
|  |                    |        |                            | Trọng tài: N/A |

Ghi chú:
^(4)  Trận đấu giữa FC Ternopil và FC Oleksandriya được đẩy lên một ngày vì xung đột lịch thi đấu do hai trận cùng diễn ra ở Ternopil City Stadium (trận còn lại giữa Nyva và Vorskla).
^(5)  Trận đấu diễn ra trên sân Stadium of the National University of State Taxation Service of Ukraine ở Irpin, vì sân nhà của Chaika Kozak Arena ở Petropavlivsk Borschahivka, Kyiv-Sviatoshyn Raion không thích hợp do mặt sân nhân tạo.
^(6)  Trận đấu diễn ra vào ngày 24 tháng Tám, Ngày Độc lập qua sự đồng ý của hai đội.
^(7)  Trận đấu diễn ra vào ngày 24 tháng Tám, Ngày Độc lập qua sự đồng ý của hai đội.
^(8)  Stal Alchevsk rút khỏi giải đấu. Stal Dniprodzerzhynsk vào vòng tiếp theo.

### Vòng 16 đội
Vòng này có sự tham gia của 13 teams từ Giải bóng đá vô địch quốc gia Ukraina 2014–15, 3 đội từ Giải bóng đá hạng nhất quốc gia Ukraina 2014–15. Các trận đấu diễn ra trong hai lượt. Lượt đi diễn ra từ 25 tháng Chín đến 28 tháng Chín và lượt về dự định diễn ra vào ngày 29 tháng 10 năm 2014. Lễ bốc thăm diễn ra vào ngày 26 tháng 8 năm 2014 ở House of Football ở Kiev.

#### Lượt đi
| 25 tháng 9 năm 2014 | FC Poltava (1L) | 1 – 5    | (PL) Shakhtar Donetsk                                                        | Lokomotov Stadium, Poltava                                    |  |
| 16:00               | Fomych 37'      | Chi tiết | Teixeira 45+1', 75' · Hladkyi 57' · Chyhrynskyi 79' · Dentinho 90+5' (ph.đ.) | Lượng khán giả: 2,500 Trọng tài: Oleksandr Derdo (Illichivsk) |  |

| 26 tháng 9 năm 2014 | FC Oleksandriya (1L) | 0 – 1    | (PL) Zorya Luhansk | Nika Stadium, Oleksandriya                                |  |
| 18:30               |                      | Chi tiết | Malyshev 56'       | Lượng khán giả: 5,200 Trọng tài: Viktor Shevtsov (Odessa) |  |

| 27 tháng 9 năm 2014 | Illichivets Mariupol (PL) | 0 – 1    | (PL) Vorskla Poltava | Meteor Stadium, Dnipropetrovsk                          |  |
| 14:00               |                           | Chi tiết | Kovpak 11' (ph.đ.)   | Lượng khán giả: 210 Trọng tài: Serhiy Dankovskyi (Kiev) |  |

| 27 tháng 9 năm 2014 | Hoverla Uzhhorod (PL)       | 2 – 2    | (PL) Metalist Kharkiv | Avanhard Stadium, Uzhhorod                                    |  |
| 17:00               | Kaverin 11' · Myakushko 67' | Chi tiết | Xavier 55', 88'       | Lượng khán giả: 3,850 Trọng tài: Serhiy Berezka (Kiev Oblast) |  |

| 27 tháng 9 năm 2014 | Volyn Lutsk (PL)     | 1 – 0    | (PL) Dnipro Dnipropetrovsk | Avanhard Stadium, Lutsk                                   |  |
| 17:00               | Bicfalvi 37' (ph.đ.) | Chi tiết |                            | Lượng khán giả: 6,100 Trọng tài: Yevhen Aranovskyi (Kiev) |  |

| 27 tháng 9 năm 2014 | Karpaty Lviv (PL) | 0 – 1    | (PL) Dynamo Kyiv | Ukraina Stadium, Lviv                                     |  |
| 19:30               |                   | Chi tiết | Teodorczyk 5'    | Lượng khán giả: 11,200 Trọng tài: Yuriy Vaks (Simferopol) |  |

| 28 tháng 9 năm 2014 | Stal Dniprodzerzhynsk (1L)       | 2 – 1    | (PL) Chornomorets Odesa | Metalurh Stadium, Dniprodzerzhynsk                            |  |
| 14:00               | Kotlyar 24' (ph.đ.), 82' (ph.đ.) | Chi tiết | Hai 45'                 | Lượng khán giả: 2,100 Trọng tài: Yuriy Moseichuk (Chernivtsi) |  |

| 28 tháng 9 năm 2014 | Olimpik Donetsk (PL)           | 2 – 0    | (PL) Metalurh Zaporizhya | Bannikov Stadium, Kyiv                            |  |
| 16:00               | Sytnik 7' · Helzin 70' (ph.đ.) | Chi tiết |                          | Lượng khán giả: 700 Trọng tài: Ivan Bondar (Kiev) |  |

#### Lượt về
Ngày 8 tháng 10 năm 2014, Ban Quản trị Giải vô địch quốc gia thông qua ngày thi đấu ở lượt về Vòng 16 đội.
| 27 tháng 10 năm 2014(9) | Shakhtar Donetsk (PL)                  | 4 – 1           | (1L) FC Poltava | Bannikov Stadium, Kiev                                            |  |
| 15:00                   | Nem 9' · Hladky 20' · Bernard 23', 38' | Chi tiết (more) | Korkishko 51'   | Lượng khán giả: 800 Trọng tài: Oleksandr Holovkov (Severodonetsk) |  |

Shakhtar thắng 9–2 sau hai lượt trận.
| 27 tháng 10 năm 2014(10) | Dnipro Dnipropetrovsk (PL)                                 | 4 – 0           | (PL) Volyn Lutsk | Dnipro Arena, Dnipropetrovsk                              |  |
| 19:00                    | Cheberyachko 37' · Rotan 57' · Seleznyov 72' · Kalinic 87' | Chi tiết (more) |                  | Lượng khán giả: 5,613 Trọng tài: Dmytro Kulakov (Brovary) |  |

Dnipro thắng 4–1 sau hai lượt trận.
| 28 tháng 10 năm 2014 | Metalurh Zaporizhya (PL) | 0 – 4    | (PL) Olimpik Donetsk                                 | Slavutych Arena, Zaporizhya                               |  |
| 17:00                |                          | Chi tiết | Doroshenko 14' · Kadymyan 24', 43' · Drachenko 90+2' | Lượng khán giả: 1,500 Trọng tài: Serhiy Dankovskyi (Kiev) |  |

Olimpik thắng 6–0 sau hai lượt trận.
| 28 tháng 10 năm 2014(10) | Dynamo Kyiv (PL) | 1 – 0    | (PL) Karpaty Lviv | NSC Olimpiyskiy, Kiev                                         |  |
| 19:00                    | Husyev 90+1'     | Chi tiết |                   | Lượng khán giả: 11,130 Trọng tài: Oleksandr Ivanov (Makiivka) |  |

Dynamo thắng 2–0 sau hai lượt trận.
| 29 tháng 10 năm 2014 | Vorskla Poltava (PL)         | 3 – 2           | (PL) Illichivets Mariupol   | Butovsky Vorskla Stadium, Poltava                             |  |
| 17:00                | Kovpak 46', 65' · Hromov 50' | Chi tiết (more) | Totovytskyi 2' · Kulach 30' | Lượng khán giả: 3,200 Trọng tài: Oleksandr Derdo (Illichivsk) |  |

Vorskla thắng 4–2 sau hai lượt trận.
| 29 tháng 10 năm 2014                   | Chornomorets Odesa (PL)      | 2 – 1 (s.h.p.) (4–2 p)                | (1L) Stal Dniprodzerzhynsk | Chornomorets Stadium, Odesa                               |  |
| 19:00                                  | Didenko 40' · Opanasenko 81' | Chi tiết                              | Kotlyar 57'                | Lượng khán giả: 8,502 Trọng tài: Yevhen Aranovskyi (Kiev) |  |
|                                        |                              | Loạt sút luân lưu                     |                            |                                                           |  |
| - Hai - Balashov - Nazarenko - Slinkin |                              | - Adamyuk - Kulish - Karasyuk - Bilyi |                            |                                                           |  |

3–3 sau hai lượt trận. Chornomorets thắng 4–2 trong loạt sút luân lưu.
| 29 tháng 10 năm 2014(10) | Metalist Kharkiv (PL) | 1 – 1    | (PL) Hoverla Uzhhorod | OSC Metalist, Kharkiv                                    |  |
| 19:30                    | Jajá 39'              | Chi tiết | Burdujan 80'          | Lượng khán giả: 4.560 Trọng tài: Serhiy Lysenchuk (Kiev) |  |

3–3 sau hai lượt trận. Metalist thắng nhờ luật bàn thắng sân khách.
| 30 tháng 10 năm 2014 | Zorya Luhansk (PL) | 1 – 1    | (1L) FC Oleksandriya | Slavutych Arena, Zaporizhya                                |  |
| 17:00                | Segbefia 15'       | Chi tiết | Imerekov 45'         | Lượng khán giả: 500 Trọng tài: Oleksandr Bilokur (Donetsk) |  |

Zorya thắng 2–1 sau hai lượt trận.
Ghi chú:
^(9)  Ban đầu dự định diễn ra ngày 28 tháng 10 năm 2014, trận đấu Shakhtar – Poltava chuyển sang thi đấu sớm hơn.
^(10)  Ban đầu dự định diễn ra ngày 30 tháng 10 năm 2014, trận Dnipro – Volyn, Dynamo – Karpaty, và Metalist – Hoverla chuyển sang thi đấu sớm hơn.

### Tứ kết
Vòng này có sự tham gia của 8 đội thắng ở vòng trước. Tất cả các đội bóng đều thuộc Giải vô địch quốc gia. Lễ bốc thăm diễn ra tại House of Football ở Kiev ngày 31 tháng 10 năm 2014. Các trận lượt đi dự định diễn ra ngày 3 tháng 12 năm 2014, nhưng do điều kiện thời tiết nên Giải vô địch quốc gia đã dời lịch thi đấu sang mùa xuân chờ được chấp thuận từ Liên đoàn bóng đá Ukraina. Ngày 10 tháng 2 năm 2015 Ban Quản trị Giải vô địch quốc gia thông báo ngày thi đấu của lượt đi.

#### Lượt đi
| 4 tháng 3 năm 2015 | Vorskla Poltava (PL) | 0 – 0    | (PL) Olimpik Donetsk | Butovsky Vorskla Stadium, Poltava                      |  |
| 15:00              |                      | Chi tiết |                      | Lượng khán giả: 1,010 Trọng tài: Konstiantyn Trukhanov |  |

| 4 tháng 3 năm 2015 | Zorya Luhansk (PL) | 1 – 2    | (PL) Dynamo Kyiv                 | Slavutych Arena, Zaporizhya                          |  |
| 17:00              | Kamenyuka 50'      | Chi tiết | Husyev 12' (ph.đ.) · Kravets 21' | Lượng khán giả: 1,500 Trọng tài: Yuriy Morzharovskyi |  |

| 4 tháng 3 năm 2015 | Metalist Kharkiv (PL) | 0 – 2    | (PL) Shakhtar Donetsk  | Arena Lviv, Lviv                                |  |
| 19:00              |                       | Chi tiết | Kucher 4' · Hladky 54' | Lượng khán giả: 1,712 Trọng tài: Serhiy Berezka |  |

| 1 tháng 4 năm 2015 (11) | Chornomorets Odesa (PL) | 0 – 4    | (PL) Dnipro Dnipropetrovsk                           | VVL Dynamo Stadium, Kyiv                      |  |
| 19:00                   |                         | Chi tiết | Rotan 51' · Seleznyov 56' (ph.đ.), 87' · Bezus 90+2' | Lượng khán giả: 550 Trọng tài: Yaroslav Kozyk |  |

Ghi chú:
^(11)  Ban đầu dự định diễn ra ngày 4 tháng 3 năm 2015, trận đấu Chornomorets – Dnipro bị hoãn.

#### Lượt về
| 8 tháng 4 năm 2015 | Olimpik Donetsk (PL) | 1 – 0    | (PL) Vorskla Poltava | Bannikov Stadium, Kyiv                        |  |
| 14:00              | Sytnik 57'           | Chi tiết |                      | Lượng khán giả: 700 Trọng tài: Serhiy Berezka |  |

Olimpik thắng 1–0 sau hai lượt trận.
| 8 tháng 4 năm 2015 | Dynamo Kyiv (PL)              | 2 – 0    | (PL) Zorya Luhansk | VVL Dynamo Stadium, Kyiv                               |  |
| 18:30              | Belhanda 33' · Teodorczyk 42' | Chi tiết |                    | Lượng khán giả: 8,200 Trọng tài: Konstiantyn Trukhanov |  |

Dynamo thắng 4–1 sau hai lượt trận.
| 8 tháng 4 năm 2015 | Shakhtar Donetsk (PL) | 1 – 0    | (PL) Metalist Kharkiv | Arena Lviv, Lviv                                  |  |
| 19:00              | Adriano 49'           | Chi tiết |                       | Lượng khán giả: 2,253 Trọng tài: Serhiy Lysenchuk |  |

Shakhtar thắng 3–0 sau hai lượt trận.
| 8 tháng 4 năm 2015 | Dnipro Dnipropetrovsk (PL) | 1 – 0    | (PL) Chornomorets Odesa | Meteor Stadium, Dnipropetrovsk              |  |
| 20:30              | Shakhov 28'                | Chi tiết |                         | Lượng khán giả: 3,500 Trọng tài: Yuriy Vaks |  |

Dnipro thắng 5–0 sau hai lượt trận.

### Bán kết
Vòng này có sự tham gia của 4 đội thắng ở vòng trước. Tất cả các đội bóng đều thuộc Giải vô địch quốc gia. Lễ bốc thăm diễn ra tại House of Football ở Kiev ngày 9 tháng 4 năm 2015.

#### Lượt đi
| 29 tháng 4 năm 2015 | Dnipro Dnipropetrovsk (PL) | 0 – 1    | (PL) Shakhtar Donetsk | Dnipro Arena, Dnipropetrovsk                          |  |
| 19:00               |                            | Chi tiết | Hladkyi 45+1'         | Lượng khán giả: 20,401 Trọng tài: Yuriy Morzharovskyi |  |

| 29 tháng 4 năm 2015 | Olimpik Donetsk (PL) | 0 – 0    | (PL) Dynamo Kyiv | VVL Dynamo Stadium, Kyiv                    |  |
| 20:00               |                      | Chi tiết |                  | Lượng khán giả: 8,500 Trọng tài: Yuriy Vaks |  |

#### Lượt về
| 20 tháng 5 năm 2015 | Dynamo Kyiv (PL)                             | 4 – 1    | (PL) Olimpik Donetsk | NSC Olimpiyskiy, Kiev                             |  |
| 19:00               | Veloso 4', 53' · Yarmolenko 37' · Lens 90+2' | Chi tiết | Dytyatev 76'         | Lượng khán giả: 11,446 Trọng tài: Vitaliy Romanov |  |

Dynamo thắng 4–1 sau hai lượt trận.
| 20 tháng 5 năm 2015 | Shakhtar Donetsk (PL) | 1 – 1    | (PL) Dnipro Dnipropetrovsk | Arena Lviv, Lviv                                  |  |
| 19:30               | Adriano 77' (ph.đ.)   | Chi tiết | Kalinic 30'                | Lượng khán giả: 15,300 Trọng tài: Anatoliy Abdula |  |

Shakhtar thắng 2–1 sau hai lượt trận.

### Chung kết
| 4 tháng 6 năm 2015                                                        | Dynamo Kyiv (PL) | 0–0 (5–4 p)                                                                   | (PL) Shakhtar Donetsk | NSC Olimpiyskiy, Kiev                                      |  |
| 21:00                                                                     |                  | Chi tiết                                                                      |                       | Lượng khán giả: 53,455 Trọng tài: Yuriy Mozharovsky (Lviv) |  |
|                                                                           |                  | Loạt sút luân lưu                                                             |                       |                                                            |  |
| Veloso · Dragović · Antunes · Husyev · Yarmolenko · Belhanda · Khacheridi |                  | Srna · Luiz Adriano · Douglas Costa · Taison · Rakytskiy · Teixeira · Hladkyi |                       |                                                            |  |

## Danh sách ghi bàn nhiều nhất
Đây là danh sách 10 cầu thủ ghi nhiều bàn thắng nhất của giải đấu kể cả vòng loại.
| Thứ hạng | Cầu thủ          | Số bàn thắng (Pen.) | Đội bóng              |
| -------- | ---------------- | ------------------- | --------------------- |
| 1        | Anton Kotlyar    | 5 (4)               | Stal Dniprodzerzhynsk |
| 2        | Oleksandr Hladky | 4                   | Shakhtar Donetsk      |
| 2        | Oleksandr Kovpak | 4 (1)               | Vorskla Poltava       |
| 4        | Yevhen Seleznyov | 3 (1)               | Dnipro Dnipropetrovsk |
| 4        | Luiz Adriano     | 3 (2)               | Shakhtar Donetsk      |